# 横滨车站SF
《横滨车站SF》是日本作家柞刈湯葉創作的輕小說。於2015年在Twitter上发表的网络小说作品，在2016年發行出版單行本。

## 概要
在2016年6月23日获得第1回KAKUYOMU Web小说竞赛SF部门大奖。在2016年12月24日，由KADOKAWA出版书籍。也上榜了『這本輕小說真厲害！』的2018年单行本小说部门第八位（新作第一位）的成绩。除了在2017年的第38次日本SF大奖成为最终候选作品之外，在『书籍杂志』所选拔的「2017年上半年娱乐・十佳」中也排名第8。。
此外，在2016年12月起到2018年10月止，也在《Young Ace UP》上连载了漫画版（作画：新川權兵衛）。

## 登场人物
三島尋人
本作主角。在横滨站外的九十九段下海岬出生成长的青年。在海岬没有特别固定的工作。自从少年时代起就对横滨车站的世界有着浓厚的兴趣，一直在照顾作为流放者的教授和东山。对一直生活在狭小的海岬感到不满，在有空闲的时候就会竭尽全力在海裡游泳。因此，虽然体力在海岬是首屈一指的，但是并没有什么得以发挥的机会。以作者的话来说，是“他可以说是起到了故事中的摄影师的工作，所以本人却没怎么被摄进去”。
教授
在寻人年幼时被流放到九十九段下的老人。刚来时候言语不通，而语言通达之后头脑又不怎么灵便了，也说不清自己的来历。九十九段下的物资很充足，所以既使有像他这样的老人，也没有太大的不便。當海岬发生问题的時，他也的确会提出一些明智的建议，所以受到了一部分人的敬意。
洋介
在九十九段下的自动扶梯上的所谓“花圃”中，把从站裡排出的垃圾中所能使用的东西送下去的扫除员。扫除员大多都在这裡，但是他们常常以“在自动扶梯上登上爬下”很麻烦为理由，一直停留在上面，所以体力下降，已经没有办法登上爬下了。虽然也在做SuikaNET的情报收集工作，但是因为技术和站裡的普通人差不多，也没办法进行Suika认证，所以几乎得不到什么有用的东西。

### 烟管同盟（キセル同盟）
二条桂羽
同盟的领袖。京都出身。在关于干涉SuikaNET方面有着很高的技术，是烟管同盟的创始者，试图支配京都一带。在同盟崩溃后，一边意志不正当使用判定訊息的网络扩散一边向东逃亡，在那途中与同伴失散。最终在甲府构建了ICoCa（Imitation of Coordinate in Cartesian，直角座標偽裝）系统，得以暂时的安居。喜欢喝的饮料是宇治茶，到甲府以来只能买到静冈茶的事实感到不满。平时穿的是运动服。拥有十副眼镜。名字的由来是「三條京阪站」。
熊野志藤
有着同盟第二的地位。在紀伊半島南部的村子裡出生长大，被赶出村子而来到京都。作为烟草走私从业者成为了烟管联盟的创立成员。因为长得比站裡的居民高大，所以经常被说是“看起来是野生动物”，但是他的性格很温厚，擅长社交。取代了讨厌和人交往的桂羽，成了同盟的说客。在同盟崩坏之后经过大阪湾逃到瀨戶內海。名字的由来是「熊野古道」。
東山
在统治京都的两种警察之中，是属于被称为左警察的基层警察。在接受志藤的贿赂，泄漏警察信息的过程中成了烟管同盟的成员。在同盟崩坏后和桂羽及其其他成员东逃。可是，最终被从镰仓那裡的站裡被赶了出来，就那样来到了九十九段下。虽然自尊心很高，看别人不起，但是唯独尊敬着桂羽。名字的由来是京都的地名。
二条桂神
桂羽的父亲。通过SuikaNET干扰在一定程度上控制了自动检票机的行动，并将其用在运输事业的运营上。是很喜欢技术的人，对用途的善恶并不在意。讲话的速度很快。座右铭是“多样性很重要”。
田中茂戶理
桂羽的母亲的老友，是作为桂羽的母亲的替代的存在。在烟管同盟成立后，也被同盟的成员仰慕地称为“母亲”，但她自己对同盟的活动并不知情。据桂羽说，她是“是站裡做乌冬面汤汁做得最好吃的人”。

### JR北日本
尼普谢麦
负责关东地区而被派遣的特工。因为种种事情外表是年幼的少年。因为说无意义的话、做无意义的事儿，所以本社有“会不会不适合做特工”的担心，但考虑到收集情报的因素，还是这样比较好，所以最终也被派遣了。常用敬语说话。因此无论在什么地方，都会和他人成为好朋友，所以获得了很多和站内的一般生活有关的情报。以作者的话来说，是“一开始是以话题小说（ネタ小説）来写的，但当自从他登场就开始认真写了”
海坤特乐珂
负责四国地区而被派遣的特工。因为是长途任务的元音，所以配备的特别的机体。性格是很慎重的，在与人的交流方面则是不擅长的。经过长距离的移动，把横滨车站的整体构造有关的贵重而重要的情报送达了本社，因此也被成为“像行星探测器那样的孩子”。然而，她本人喜欢狭窄的地方。名字的由来是阿依奴神谣集《狐狸亲自唱的神谣 海坤特乐珂 海考锡特穆托利（轻手轻脚，诡行恶行）》（狐が自ら歌った謡 ハイクンテレケ ハイコシテムトリ）。
歸山
JR北日本本社勤务的社员。负责海坤特乐珂的技术员（每一个特工都有自己的负责技术员）。爱操心。
萨麻云库鲁
负责东北地区而被派遣的特工。在被派遣的全部12人中被称为是“最优秀”的。也被称为「最像人类的」。名字的由来是阿依奴神谣集中登场的神灵。

### JR福冈
川上
JR福冈军事部门社员。是重视纪律和责任的性格，后来成为军事部门的事实上的首长。在工作上因为压力很大，所以经常一个人喝烧酒。但是几乎喝不醉。名字的由来是日本武尊远征九州时登场的“川上武”。以作者的话来说，是“到最后也没有确定其性别”。
大隈
JR福冈技术部门社员。负责监视SuikaNET的工作。所示大多数都由自动化的Bot负责，所以工作时基本就是一边吃点心一边看书。和不管怎么看性格都不一样的川上关系却很好。一旦发现越狱者既使是朋友也会坦然报告。以作者的话来说，是“因为是自己，所以写起来很轻松”。名字的由來是大偎半島。
久保利
隶属于JR福冈的兵器开发部。偷偷来到四国遇见了海坤特乐珂。虽然很擅长机械技术，但对于人类的关心却极端的淡薄。携带有长枪“樱花”和护身用短枪“瑞穗”

## 登场的机械
Corpocker-3型机器人
JR北日本开发的最新型机器人。因为外表看起来像孩子，所以能欺骗车站构造。因为搭载了主记忆装置，所以可以自律性地活动。每天的2〜3小时的反刍是必要的。特殊机体的最高时速是50Km/h、普通机体是20Km/h。OS是Kitaca OS 4.2。
结构遗传界消除器
JR北日本开发的对横滨站用兵器。通过局部地照射逆相位遗传界，可以使被照射的部分非横滨站化。
自动检票机
是作为横滨車站的免疫系统，能将Suika不正当使用者流放到站外的存在。原本是人类在冬季战争前制造的机器人士兵，被SuikaNET改写控制程序，转用来维持横滨车站的治安。出了横滨站后检票程序结束，转换到“通用模式”变成四足的。由于横滨站上位命令系统消失，所以自动转移到“自我防卫阶段”，对人开枪。
JR统合智能体
在冬季战争中开发的人工智能。最大的优势在于，只要日本列岛上普遍存在的网络节点（车站）的半数以上不被敌方物理性的压制，就能维持作为智能的可靠性。可是，因为网络节点相继遭到卫星武器的攻击和暴徒们的攻击，只靠人类的修复无法维持自我。领悟到这点的JR统合智能体决定在网络节点上导入自律的修复机制。利用物质构造的记忆和复制，和具有传播性的量子场，智能产生了作为智能体网络的自我修复系统也就是结构遗传界。但在这个测试中导入结构遗传界的横滨站开始增殖，而到了网络的尺寸不足以维持网络的复杂性和知性的时候，作为JR统合智能体的智能的活动就永远的停止了。
电动泵枪
在冬季战争中开发的兀器。如果是金属的话，不管是什么都能作为子弹使用。因此可以进行长期没有补给的地上战斗。其最大输出的威力甚至可以把人一分两断，但对于含有结构遗传界的横滨车站来说几乎没有任何效果。在横滨车站的时代的日本，主要是由JR九州制造的。
18车票
在古代地层发掘出来的临时入场券。不安装Suika的话也能在横滨站内滞留五天。两个人使用的话使用期限会减半。
超导铁路
战前修住的铁路。超导物质有与结构遗传界相反的性质，所以不会感染结构遗传界。
逆相位遗传界震荡装置
使之与横滨站接触发动的话，这种相对于结构遗传界有着逆向的位相的遗传界会使结构遗传界消失。上面贴有写着“非常停止按钮”的贴纸。

## 出版書籍

### 小说
橫濱車站SF
| 冊數 | KADOKAWA       | KADOKAWA               | 台灣角川       | 台灣角川               | 文化发展出版社 | 文化发展出版社         |
| 冊數 | 發售日期       | ISBN                   | 發售日期       | ISBN                   | 發售日期       | ISBN                   |
| ---- | -------------- | ---------------------- | -------------- | ---------------------- | -------------- | ---------------------- |
| 全   | 2016年12月24日 | ISBN 978-4-04-072157-6 | 2018年10月24日 | ISBN 978-957-564-525-0 | 2020年6月24日  | ISBN 978-7-5142-2981-3 |

- 有声书版 2020年3月6日发售[3] 朗読：陣谷遥（日语：陣谷遥）[4]

橫濱車站SF 全國版
| 冊數 | KADOKAWA      | KADOKAWA               | 台灣角川     | 台灣角川               |
| 冊數 | 發售日期      | ISBN                   | 發售日期     | ISBN                   |
| ---- | ------------- | ---------------------- | ------------ | ---------------------- |
| 全   | 2017年8月10日 | ISBN 978-4-04-072365-5 | 2019年5月9日 | ISBN 978-957-564-977-7 |

### 漫画
| 冊數 | KADOKAWA      | KADOKAWA               | 台灣角川       | 台灣角川               |
| 冊數 | 發售日期      | ISBN                   | 發售日期       | ISBN                   |
| ---- | ------------- | ---------------------- | -------------- | ---------------------- |
| 1    | 2017年8月10日 | ISBN 978-4-04-105916-6 | 2018年10月24日 | ISBN 978-957-564-505-2 |
| 2    | 2018年3月2日  | ISBN 978-4-04-106495-5 | 2019年8月15日  | ISBN 978-957-743-173-8 |
| 3    | 2018年11月2日 | ISBN 978-4-04-107294-3 | 2019年8月15日  | ISBN 978-957-743-174-5 |